# Sha Li
Sha Li (chiń. 沙莉; ur. 14 sierpnia 1988) – chińska lekkoatletka, specjalizująca się w trójskoku.

## Osiągnięcia
- złoty medal Mistrzostw Świata Juniorów Młodszych w Lekkoatletyce (Marrakesz 2005)
- srebro Mistrzostw Świata Juniorów (Pekin 2006)
- złoty medal mistrzostw Azji (Amman 2007)

## Rekordy życiowe
- trójskok - 14.01 (2006)
- trójskok (hala) - 13.86 (2007)